# Pedalonina semimarginata
Pedalonina semimarginata är en fjärilsart som beskrevs av M.Gaede 1929. Pedalonina semimarginata ingår i släktet Pedalonina och familjen glasvingar. Inga underarter finns listade i Catalogue of Life.